# ももいろさんご
『ももいろさんご』は、2000年から2008年まで『ヤングキング』（少年画報社）に連載されていた花見沢Q太郎の漫画作品。

## 概要
1話完結型のドタバタエロティックラブコメディ。同作者の『ちまちまはいすくーる』を初めとした『ヤングキング』での掲載作の流れをそのまま受け継いでいるが、従来作と比べエロシーンがぐっと前面に押し出されている。ページ数が8Pになったこともあり（詳細は後述）、各話の中に占めるエロシーンの割合は非常に高い。
ストーリーは主人公の男性「三悟」がレギュラーキャラ・ゲストキャラの女性の誰かと毎回性行為をするというもの。男性が主人公でその相手が変わる、という構成は『スイカと海と太陽と』にもあったが、ステディ自体が変わっていたそれとは全く趣が異なるため、作者としては初めて描くパターンと言える。性行為は女性側から求められる場合がほとんどであり、逆レイプのようなシチュエーションも散見される。男主人公が女の尻に敷かれて性のおもちゃにされてしまう図式も見られる。

## あらすじ
主人公三悟は海洋学者を夢見て大学に通う青年。だが、下宿先の洋館に住む長女の入江、次女の湊、三女の潮の三姉妹に家事や宿題を手伝わされて、まるで使用人のような生活を送る。あこがれの百合子さんは告白の返事も聞けぬままドイツへ留学してしまい、残された三悟は湊や入江の誘惑に流されてエッチなことをしまくる日々。おのれの不甲斐なさを嘆き、百合子さんへの思いを再確認しつつも、周りに次々と現れるわかめ、かれい、プリステラ姫、仄などのかわいい女の子たちに心はフラッと揺れ動く。そんな三悟の悶々とした青春の日々を、軽快なテンポでちょっとエロティックに描くドタバタラブコメディ。

## 登場人物

### 主な登場人物
立花三悟（たちばな さんご）
主人公。雷（いかずち）大学の学生。サメマニアで、海洋学者になるのが夢。眼鏡をかけており、顔は良くないが女装が似合う。また、人気アニメ「アニアニ先生（アニアニせんせい）」のヒロイン役の声優・恩沢朱の大ファンでもある。安い下宿代に惹かれて海辺の洋館を訪れたのが運のつきで、三姉妹からいいようにコキ使われることになる。百合子に惚れて思い切って告白するも、返事がうやむやなままドイツへ行かれてしまう。以後、湊、入江他の女性キャラからの色仕掛けに流されてエッチをしては、ゴロゴロと転がりまわりながら後悔することを繰り返す、そんな悶々とした日々を送ることになる。終盤にて湊の自身に対する思いを知り、彼女と結ばれる。その後は林原教授の推薦でフロリダにあるリバイアサン海洋研究所の学生研究員となり、数年後に日本に帰国するところで物語は終わる。
百合子（ゆりこ）
三悟憧れの人。音大の学生。上品でおしとやかな雰囲気が漂うが、少し天然ボケ気味。三悟にトラウマを解かれて以降はめがねっ娘。三悟とはバイト先のレストランで知り合った。三悟とは寸前まで行ったがエッチ本番はしていない。その直後ドイツにピアノ留学してしまう。留学してからは出番がほとんど無い。入江の美大の同級生にそっくりの桜子がいる。
北見入江（きたみ いりえ）
洋館に住む三姉妹の長女。犬台美術大学（犬美）の学生。大きくウェーブしたロングヘア。「すべてに動じない 鋼の氷の女」とは三悟の評。シンが強くて我が強い、お色気香るお姉ちゃんタイプ。一方で少し不器用な一面もあり、大いに変人の気もある。三悟をからかうのが好きで、ときには謀略を使い、ときには妹の湊や美大の友人（桜子、久保田など）とつるみ、自家用車の荒い運転で三悟を連れ出しては面倒なことに巻き込む。よく三悟に絵のモデル（しばしばヌード）になることを強要する。
北見湊（きたみ みなと）
三姉妹の次女。快活な性格だがかなりワガママで勝ち気。色仕掛けで三悟に迫ってエッチなどをするのが日課となっている。性行為描写が多いため作品中ではあえて明言されていないが、犬台女子高校（同作者の『BWH』の舞台になっている学校）の生徒。しかしほとんど学校には通っていない上、宿題も三悟任せにしているため成績が悪く、進級・卒業できるかどうかは危うい。三悟のことをかなり意識しているようだが、素直になれない性格のためどこまでが本気でどこまでが遊びなのか分からなくしているところがある。中学生時代は演劇部に1年だけ入部していた。終盤でついに三悟に自身の思いを打ち明け、正式に彼女となる。
ヘアスタイルは初めロングだったが、9話で突然おかっぱに変更されている。湊のアルバムにある幼児から少女時代の4カット（8巻・68話）はショートかセミロング。
北見潮（きたみ うしお）
三姉妹の三女。猫目がチャーミングな小学5年生。ボーイッシュなショートヘア。自己が強くてずうずうしく淫乱な姉2人と違って真人間。かなり無口でおとなしい。霊感などのエスパー的な不思議能力を備えており、悪霊を退散させたり悪人を懲らしめたりすることがある。三悟を父か兄のように慕っている。まだ小学生で羞恥心も育っておらず、三悟に全裸を見られても全く気にせず、着替えや風呂などでは三悟の前でも平気で脱いでしまう。そのため、「潮にいかがわしいことをしていると誤解された三悟が姉2人にボコられ、潮はなぜ三悟が殴られてるかが分からずキョトンとしている」というパターンが存在する。ひょんなことから三悟が林原教授から預かっていた成長薬を誤飲してしまい、一時的に大人の体になったことも（その際瞳は普通の大きさになり、スタイルも良くなっている）。エピローグではセミロングの髪形をした中学生となっており、三悟との再会を待ちわびていた。
越前わかめ（えちぜん わかめ）
三悟の大学の後輩。ショートヘアでまるっこくてかわいらしい顔。人なつっこくて無邪気で、夢見る乙女のようなところのある女の子。無防備な一面も垣間見られる。しかし恋した人にはストレートにアタック。近くに住む漁師の娘で、大学へはお婿探しのために通っていると噂される。彼女と関係を持つことは即ち漁師になることを意味し、好意を告白された三悟は海洋学者になる夢と板ばさみになって苦悩する。
小林かれい（こばやし かれい）
水族館「アクア城ドラキュラ」に勤めるイルカのお姉さん兼雑用係。一人称がボク。三悟に惚れているのに本人の前ではどうしても冷たい態度をとってしまうが、好意は筒抜けという記号的なツンデレ。弟3人（ひらめ、そうはち、おひょう）を女手ひとつで扶養する苦労人でもある。
プリステラ＝ネオンテトラ
アトランテス国の王女。入江と湊の旧知の仲らしく、国の戦火を避けてしばらく洋館で暮らすことに。お姫様育ちだけあって三悟を奴隷のように使い、下の世話までさせる始末。でもウブなのか性の知識はほとんどなく、三悟をつかまえてはいろいろ教えさせることになる。なお、執事（?）のじいを筆頭に大勢の従者や軍隊が付いている。
仄（ほのか）
キャバクラ嬢だが、実は看護師になることを夢見る苦学生。純で健気な性格。女に用心して生きる決心をしたばかりの三悟だったが、楽しそうに話を聞いてくれる彼女に惚れ、どんどん入れ込んでしまう。度重なるすれ違いや葛藤を乗り越えた末に三悟の初の彼女となる。しかし、瞬く間に付け上がってヒモと化したダメ三悟に振り回されることになり、やがて事態は急展開を迎える。
小木麻衣（おぎ まい）
銀髪の眼鏡っ娘。自分が地球に不時着した宇宙人だと主張する不思議ちゃん。作り話と指摘されると怒る。複数の手使い人形を持ち歩いており、人形に代弁させる形で自分の感情を表現する。実はある時頭を打ったことで人格に異常をきたし、失踪していた少女だったことが判明。三悟と共に複数の土管の下敷きになった際に正気に戻り、家族の下に帰った。しかし、三悟はその直後に本物のUFOらしきものを病院の窓から目撃する（その際、本人は否定していた）。

### 入江の美大の仲間たち
久保田（くぼた）
入江の同級生。後ろで一本の長い三つ編み。一升瓶を携帯しており、常に酒臭い。酒が入っていないと絵が描けない。
桜子（さくらこ）
入江の同級生。眼鏡をかけると百合子さんにそっくりで、当然ながら三悟に対するいたずらのネタにされる。酒に極端に弱く、酔っぱらうとヤッちゃう癖があるらしい。
ハル
入江の後輩。茶鼠色のストレートショートヘア。
ナツ
入江の後輩。後ろで一本に束ねたウェーブ茶髪。
アキ
入江の後輩。横で2本の三つ編みにした金髪。フィギュアスケートをたしなみ、（入江に乗せられて）芸術におけるエロスの追求に情熱を燃やす。
フユ
入江の後輩。横で2本に束ねた黒髪。変わった趣味があり、変態度は入江を上回る。
女社長
入江の同級生（?）。他の入江一味に比べて謎が多い。三悟が「うまい」という話を入江から聞きつけ、三悟を買った。お金持ちであるらしく、豪勢な屋敷に住んでいる。
見守静影（みもり しずか）
入江に憧れ、彼女をストーキングしていた美大の後輩。入江を「お姉様」と呼び、慕っている。男性嫌いだったが、三悟と入江の協力によって克服する。

### その他
伊園店長（いその-）
三悟のバイト先である海水浴客向けレストラン「Fisherman's Soup」の店長。34歳独身。普段は真面目だが、大人っぽい女性が好みだといい、入江に一目惚れする。
三悟の父
恐竜の化石が採れる山奥の観光地で温泉付きペンション（= 三悟の実家）を経営している。化石マニア。
三悟の母
若くてキレイ。さっぱりとした性格で、夫を尻に敷いている。三悟の料理の腕前はこの母に仕込まれたものであるらしい。
じい
プリステラ姫の付人。姫を間近で世話してきた人物であり、彼女に特別な思い入れがある。姫が三悟に気があることにいち早く感づき、根回しに奔走する。
鈴丸先輩（すずまる-）
三悟の大学の先輩。三悟を仄の働くキャバクラへ連れて行った。丸眼鏡に独特のひげとヘアスタイルが特徴の巨漢。
奈良（なら）
潮の通う小学校の女性教諭で、潮のクラスの担任を務める。眼鏡をかけており、ドジな所がある。ひょんなことから売れないホラー映画監督の思念に取り憑かれ、三悟を襲ったことがある。
林原教授（はやしばら-）
三悟の大学の教授。高い製薬技術を持ち、生物を急成長させる薬を作ったことがある。終盤にて、三悟にリバイアサン海洋研究所への加入を推薦している。
竹中彦次郎（たけなか ひこじろう）
仄を気に入っているキャバクラの常連。ろくでもない男で仄には恐がられており、彼女と連れ添う三悟を逆恨みする。
ソヴァ
百合子が通うドイツにある音楽大学の男性教諭。
柴漬（しばづけ）
潮の小学校の教諭で、壮年の女性。
渚（なぎさ）
三悟の小学生時代の同級生である女性。
ニセ出比戸監督（でひど-）
有名な映画監督・出比戸監督に扮していた男性。仲間たちと共に豪邸に住む人の子供を狙って映画撮影と称した猿芝居を行い、その後は両親に出資話を持ち掛けての詐欺を行っていた。潮をターゲットに選ぶも彼女が仕事に乗り気にならず、強引に映画で使うと称した衣装を潮に着せようとするも、驚きから能力を発動した潮に成敗される。その後は悪事が露見し警察に逮捕された。
ホラー映画監督の霊
生前に自身の撮影したホラー映画が売れず、死後も未練を残していた霊。特に登場人物が殺害される直前のシーンに興奮を覚える質であり、死後もその構想を実現しようとしていた。自身の墓石が墓地を通って近道をしようとした奈良によって倒されたことでその思念が解き放たれ、彼女に取り憑く。監督の思念に取り憑かれた奈良は鋭い爪を生やして三悟を襲うが、一旦は潮に撃退される。しかし、今度は三悟に取り憑いて長く伸ばした舌で湊に襲いかかるも、再び潮によって三悟の体から引きはがされる。その後は無事成仏していった。
浅草（あさくさ）
人気アニメ「アニアニ先生」の音響監督。三悟が懸賞で当てたアフレコ体験に湊とやって来た際、ライバル役の声優が来られなくなったため湊に代役を任せる。
恩沢朱（おんざわ あけ）
「アニアニ先生」のヒロイン役を務める人気女性声優で、三悟が大ファン。
ルーノ
入江の友人のペットで、とある都合から彼女たちが豪邸で預かることになる。白い月のような色の体毛を持ち、三悟にラテン語で月を意味する「ルーノ」と名付けられた。白猫と思われていたが実は白豹で、大きく成長したことで真相が判明。その際、三悟の見た夢の中で人間の姿となって登場した。
千穂子（ちほこ）
女社長の妹。お嬢様育ちで、天然ボケな性格をしている。入江が彼女の愛犬を預かった際に逃げられてしまったため、三悟に犬の着ぐるみを着せて彼女の家に送った。
ビアンコ
千穂子の愛犬で、トイプードルの雄犬。入江が千穂子から預かるが、三悟の不注意で逃げられてしまう。その際に雌のトイプードルと一緒に逃げており、三悟が千穂子の家に送られてから一か月後、その雌との間に三頭の仔犬をもうけて帰ってきた。

## 単行本

### 2色カラー収録
『ヤングキング』2002年10号から2色カラー掲載となったのに伴い、単行本も4巻の大部分と5巻以降は雑誌掲載時と同じ2色カラーで収録している。彩色はCGによる。モノクロ時代は1話16ページ、カラーになってからは1話8ページが基本。

### 話数表示
カラーになって以降、雑誌と単行本で話数（第*話の"*"にあたる数）が異なっている。雑誌ではカラー初回を「第1話」として再カウントを始めたのに対し、単行本では原則としてモノクロ時代も含めたトータルの話数に基づいている。ただし、4巻では掲載順番の変更による狂いが見られ、8巻では雑誌と同様にカラーになってからの話数で収録されている。
4巻の話数表示
4巻では以下の通り、話の掲載順番が雑誌に載った順番（＝物語の時系列）から変更されている。4巻における話数は、変更されたうえで機械的に先頭から振られたものであり、トータルの話数との間で狂いが生じている（便宜上、以下の説明における話数は単行本の表示に準拠）。
- 単行本に掲載されている順番
  - 「3巻以前（モノクロ）」→「第28話 - 第42話（カラー）」→「第43話 - 第45話（モノクロ）」→「5巻以降（カラー）」
- 雑誌に載った順番（物語の時系列）
  - 「3巻以前収録分（モノクロ）」→「第43話 - 第45話（モノクロ）」→「第28話 - 第42話（カラー）」→「5巻以降収録分（カラー）」

この措置は、カラーページを巻の先頭に持ってこようとした編集上の意図による。結果的に、4巻を先頭から読むと物語の時間進行が一部前後に入れ替わっているように見える。
8巻の話数表示
8巻における話数は、雑誌掲載時と同様にカラーになってからの話数に基づいている（単行本だけ読むと第61話 - 第75話が2回あるように見える）。この措置は、「69」という数字そのものを題材にした8巻掲載「第69話」を勘案したものと考えられる。9巻からは、トータルの話数による表示に戻っている。

### その他
花見沢Q太郎の他作品同様、巻末漫画（4巻はなし）とカバー下・裏表紙の漫画「花見沢家の一族」が存在する。カバー下・表表紙には有名な漫画家の作品を本作の登場人物でパロディー化した「リスペクト漫画」を掲載。
1巻には、読切「二年C組一徹先生」（『ヤングキングアワーズ』1999年11月号掲載）と「僕とキミと犬の俺」（『ヤングキング』2000年1号掲載）の2本を併録している。とくに後者は、本作の原案段階に描かれた作品で、本作の「プロトタイプ」（作者談於2巻・「花見沢家の一族」）である。
2巻には、番外編「うしお日記」（『ヤングキングアワーズ』2001年8月号掲載）と読切「1ピースの恋人」（『ヤングキング別冊キングダム』2001年9月号掲載）の2本を併録。
10巻からカバーのデザインが一新された。

### 書誌情報
- 花見沢Q太郎『ももいろさんご』少年画報社〈ヤングキングコミックス〉、全13巻。

1. ももいろさんご 1巻 2000年11月発行 ISBN 4785920440
2. ももいろさんご 2巻 2001年8月発行 ISBN 478592117X
3. ももいろさんご 3巻 2002年4月発行 ISBN 4785921803
4. ももいろさんご 4巻 2003年1月発行 ISBN 4785922710
5. ももいろさんご 5巻 2003年8月発行 ISBN 4785923423
6. ももいろさんご 6巻 2004年3月発行 ISBN 4785924055
7. ももいろさんご 7巻 2004年12月発行 ISBN 4785924918
8. ももいろさんご 8巻 2005年8月発行 ISBN 4785925698
9. ももいろさんご 9巻 2006年2月発行 ISBN 4785926163
10. ももいろさんご 10巻 2006年11月発行 ISBN 4785927097
11. ももいろさんご 11巻 2007年6月発行 ISBN 4785927909
12. ももいろさんご 12巻 2008年1月発行 ISBN 9784785929015
13. ももいろさんご 13巻 2008年10月発行 ISBN 9784785930387